# Оркні (графство)
Óркні (англ. Earldom of Orkney) — графство в Шотландії, яке було засноване норвезькими вікінгами, а пізніше ввійшло до складу Шотландії.

## Історія
Оркнейські і Шетландські острови лежать на самій півночі Шотландії. Пікти оселилися в Оркні під час бронзової доби. Збереглися археологічні дані, які показують, що тут жили люди до вікінгів приблизно в VIII столітті. Вікінги з'явилися в цьому регіоні приблизно в IX столітті, проте залишається невідомим доля піктів (щодо версій — повне винищення, асиміляція, міграція), адже слідів їхньої культури на Оркнейських островах пізніше появи вікінгів не збереглося.

### Влада вікінгів в Оркні
Формально Оркні вважався частиною Норвезького королівства, хоча вплив норвезьких королів тут був незначним. Лише на початку XII століття над Оркні на кілька років встановилося пряме управління норвезьким конунгом (Магнусом III). На початку XIII століття в Ісландії невідомий автор склав Сагу про оркнійців — одне з головних писемних джерел, що розповідають про життя норвежців у Шотландії.
У кінці IX століття Гаральд I Норвезький захопив Оркнейські і Шетландські острови і передав їх у володіння своєму прибічнику Регнвальду Ейстейнссону. Регнвальд в свою чергу передав цю територію своєму братові Сігурду. Тому вдалося розширити нове графство, захопивши невелику область на півночі континентальної Шотландії. Після того, як померли Сігурд і його син, графством Оркні почали правити сини Регнвальда Ейстейнссона і їх нащадки.
У 1468 році дочка короля Данії Кристіана I Маргарита була заручена з шотландським принцом Яковом III. Як придане Кристіан передав у володіння Оркнейські і Шетландські острови Шотландії, які з того часу і до наших днів перебувають в її складі.

### Шотландська влада
У 1567 році Джеймс Хепберн, 4-й граф Ботвелл, чоловік Марії Стюарт, королеви Шотландії, отримав титул герцога Оркнейських островів. Коли Марія втратила владу, її чоловік позбувся титулу і володінь на Оркнейських островах.
Роберт Стюарт, позашлюбний син Якова V, отримав титул графа Оркні, але його син, Патрік Стюарт, був обезголовлений Яковом VI і позбавлений титулу.
Джордж Дуглас-Гамільтон став графом Оркні в третьому створенні титулу в 1696 році. Його нащадки носять титул донині.
Протягом періоду влади шотландських графів на островах сюди почали входити аспекти шотландської культури, хоча все ще зберігається норнські прізвища, впливи на мову та інші різні аспекти норвезького впливу на островах. Сьогодні цей вплив все ще залишається на Оркнейських і Шетландських островах, що вирізняє їх від інших частин Шотландії.